# 中嶋美和子
中嶋 美和子（なかしま みわこ、本名：酒井 美和子 - さかい みわこ、旧姓：中嶋、1976年10月23日 - ）は、大分県大分市出身のタレント、フリーアナウンサー。OAB大分朝日放送の元アナウンサー。
身長160cm、スリーサイズはB92W60H88、足のサイズ23cm、血液型はA型。

## 人物
中学校時代、大分県を中心に展開するメガネ小売チェーンのイメージキャラクターとしてCMに出演したことがある。大分県立大分雄城台高等学校、明治学院大学法学部卒業。明治学院大学1年生の頃「ミス明学」に選ばれた経歴を持つ。1999年4月、地元のOABに入社。地上デジタル放送推進大使を務めるなど局の顔として活躍。私生活では、NHK大分放送局に勤務していた同い年でNHKアナウンサーの酒井博司と2004年に結婚。しかし、酒井は翌年福岡局に転勤となったため、しばらく別居生活を送っていた。結婚生活を優先させるため、2007年3月をもってOABを退職し夫が暮らす福岡へ移った。2007年4月からはオフィス北野に所属。現在は東京に活動拠点を移し、タレントとして活動している。夫はその後名古屋局(2009年 - 2012年)→東京アナウンス室(2012年 - 2016年)→大阪局(2016年 - 2019年)→松山(2019年 - )と異動。
2007年6月、ネクスト社が運営するライフネットワークコミュニティーサイトLococomの地域活性化活動を外国人タレントのゾマホン（二代目そのまんま東）とともに行っている。
2001年には『パネルクイズ アタック25』のアナウンサー大会に出場してペアを組み、優勝した。その6年後の2007年の新春アナウンサー大会では、高嶋和代とペアを組み、自身としては2度目の出場を果たす。
年末特番の『全国おもしろニュースグランプリ』で、2004年より3年連続で、女子アナ部門のグランプリを受賞。
2009年1月13日の放送をもって『大竹まこと ゴールデンラジオ!』の火曜日パートナーを、山本モナの復帰により降板。降板発表から次週放送までに聴取者から寄せられたメール・FAXでは5割が中嶋の続投を希望する意見であった。山本復帰後でもメール・FAXの8割は山本への激励だった一方で、1割は中嶋の復帰希望だったという。
夫の酒井博司はNHKアナウンサーであるため転勤が多く、一時期は名古屋と東京で別居生活を送っていた。
『大竹まこと ゴールデンラジオ!』の番組中、「下半身の毛を剃っている」と発言したことを発端に、下ネタを連発したため『下ネタ女王』と評された。また、いとうあさこがズボンとストッキングを脱いだことが話題になったことに対抗心を燃やし、翌週月曜のオープニングトーク中に大竹らの挑発に乗り、自らもジーンズを脱いでパンツを見せ、その写真を番組公式ブログに掲載させた。なお､本人によれば、今日は一昨日買った200円のパンツだとのこと。
フリーアナとしては当初オフィス北野所属であったが、2018年の騒動時に退所し無所属となる。2021年末よりSOD大賞の司会をしていた縁から、ソフト・オン・デマンド系列の事務所であるHANAYA PROJECTに所属。その関係からAV関連のイベントMCも行う。

## 出演番組

### 過去に出演していた番組（OAB退社後）
- アナ☆パラ（日本テレビ　月・火 14:55 - 16:53）（2008年3月 - 同年7月）
- 大竹まこと ゴールデンラジオ!（文化放送） （2008年9月 - 2017年12月25日）
- 5時に夢中!（TOKYO MX、2008年12月5日、2009年1月6日） - ゲストコメンテーター
- NNN Newsリアルタイム（日本テレビ） - リアル特集（関東ローカル）、主にグルメリポーターに不定期出演
- カウントダウン・ドキュメント 秒ヨミ!（中京テレビ）- MC
- ちい散歩（テレビ朝日）- テレビショッピングコーナー担当、不定期出演
- 弁護士中田のビジネスネビゲータ（文化放送） - アシスタント（2011年4月 - 同年10月1日）
- チャンネル生回転TV Midnight ザップ（BSスカパー!）
- Midnight女子会Z（BSスカパー!）

### OAB時代に担当していた番組
- OABプライムニュース（水、木、金 18:30-19:00）
- れじゃぐるテレビ（土 12:00-13:05） - 2002年秋に原田恵理子に代わり担当。

### DVD
- 玉袋筋太郎のナイトスナッカーズ